# Michael Wohlgemuth (Ökonom)
Michael Wohlgemuth (* 17. März 1965 in Saarlouis) ist ein deutscher Ökonom und Publizist.

## Werdegang
1990 Diplom-Volkswirt an der Albert-Ludwigs-Universität Freiburg, 1999 Promotion zum Doctor rerum politicarum an der Friedrich-Schiller-Universität Jena, 2007 Habilitation an der Universität Witten/Herdecke, Venia Legendi für das Fach Volkswirtschaftslehre. Ab Oktober 2011 war er für ein Jahr Lehrstuhlvertreter an der Rechts- und Wirtschaftswissenschaftlichen Fakultät der Universität Bayreuth sowie zeitweise Lehrbeauftragter an der Wirtschafts- und Verhaltenswissenschaftlichen Fakultät der Albert-Ludwigs-Universität Freiburg.
Von 2002 bis 2012 war Wohlgemuth Geschäftsführender Forschungsreferent am Walter Eucken Institut und ist seit Sommer 2012 Gründungsdirektor der europapolitischen Denkfabrik Open Europe Berlin gGmbH.

## Mitgliedschaften
Wohlgemuth ist u. a. Mitglied im Verein für Socialpolitik, der Mont Pelerin Society, der Konrad-Adenauer-Stiftung, des Wilhelm-Röpke-Instituts und des Walter-Eucken-Instituts. Er war Mitglied im Vorstand der Friedrich A. von Hayek-Gesellschaft, erklärte jedoch am 14. Juli 2015 den Austritt, nachdem es zu einem Zerwürfnis zwischen Karen Horn und Gerd Habermann über die politische Ausrichtung der Gesellschaft gekommen war.

## Publikationen (Auswahl)
- Politischer und ökonomischer Wettbewerb. Parallelen und Unterschiede aus institutionenökonomischer und marktprozesstheoretischer Perspektive, Dissertation, 1999, Friedrich-Schiller-Universität, Jena.

als Herausgeber (Auswahl):
- Systemwettbewerb als Herausforderung an Theorie und Politik (mit Manfred E. Streit), Baden-Baden 1999
- Die Zukunft des Sozialstaats. Sozialethische und ordnungsökonomische Grundlagen (mit Nils Goldschmidt), Tübingen 2004
- Spielregeln für eine bessere Politik. Reformblockaden überwinden – Leistungswettbewerb fördern, Freiburg 2005
- Grundtexte zur Freiburger Tradition der Ordnungsökonomik (mit Nils Goldschmidt), Tübingen 2008
- Das Ringen um die Freiheit. Hayeks Verfassung der Freiheit nach 50 Jahren (mit Gerhard Schwarz), Zürich 2011